# Ilha de Ré
A Ilha de Ré (conhecida antigamente como Ilha de Rhé) ou Ré, a branca, é uma ilha costeira francesa situada no Oceano Atlântico frente a La Rochelle, no departamento de Carântono-Marítimo, separada do continente a norte pelo Pertuis Breton e pela Ilha de Oléron, e a sul pelo Pertuis de Antioquia.
A ilha tem 30 km de comprimento por 5 km de largura e está ligada com o continente por uma ponte de 2,9 km de comprimento inaugurada em 1988.
Em 1999 tinha 16.499 habitantes.

## História
Geologicamente a ilha era em tempos remotos um arquipélago formado por três ilhas menores.
Em 1627 a ilha sofreu ataque por parte dos inglese chefiados por George Villiers, primeiro duque de Buckingham. Depois de três meses de conflito, o duque foi forçado a retirar-se. Em 1681 foi construído o porto principal da ilha, Saint-Martin-de-Ré. Em 1940, durante a Segunda Guerra Mundial, a ilha foi ocupada pelos alemães que, nas suas praias, construíram vários bunkers para prevenir eventuais ataques por via marítima. 
Hoje a ilha de Ré é uma famosa estância turística francesa.